# TVK (chaîne de télévision cambodgienne)
Pour les articles homonymes, voir TVK.
TVK est la chaîne de télévision généraliste publique cambodgienne.

## Histoire de la chaîne
La création de la télévision cambodgienne a eu lieu en 1966. La chaîne connaît cependant des débuts difficiles en raison de la situation politique délicate du pays. En 1970, le général Lon Nol dépose le gouvernement du roi Norodom Sihanouk avant de se faire élire président de la République deux ans plus tard. En 1975, l'arrivée au pouvoir des Khmers rouges provoque la fermeture de la télévision, qui ne recommence à émettre qu'en 1979, sous le nom de Television Kampuchea (TVK). 
En 1986, la chaîne commence à émettre en couleur.
Longtemps parent pauvre du paysage audiovisuel cambodgien, la TVK fait un pas en avant en 1998 avec la création d'un studio d'enregistrement d'environ 300 mètres carrés et le renouvellement d'une partie de ses équipements devenus obsolètes. TVK bénéficie par ailleurs d'un soutien des télévisions française Canal France International et japonaise NHK, sous la forme d'une aide financière en vue de la modernisation des équipements ainsi que de la fourniture de programmes de ces deux chaînes. 
En 1998, la gestion du service marketing a été confiée à une société indépendante basée à Singapour, « Media Service Limited ». L'année suivante, TVK a diffusé pour la première fois ses programmes par satellite par le biais du satellite Thaïcom (diffusion limitée à l'Asie du sud-est) ; elle n'a commencé à émettre à direction de l'Europe via le satellite Hot Bird que quelques années plus tard. En 2009, les émissions de TVK sur le satellite Hot Bird se limitent à une compilation d'émissions de deux heures quotidiennes (de 9 heures à 11 heures CET). En 2015, TVK commence à émettre en direct et en clair son programme national dans toute l'Europe par l'intermédiaire de ce même satellite.

## Organisation
En tant qu'unique chaîne de télévision publique du pays, TVK est placée sous la tutelle du ministère cambodgien de l'information.

### Dirigeants
La direction de la chaîne est confiée à un directeur-général nommé directement par le ministre de l'information.

### Siège
Le siège social de TVK et ses bureaux sont installés à Phnom Penh.

## Programmes
TVK est une chaîne généraliste laissant une place importante à l'information, à la politique et à la culture khmère. Elle diffuse essentiellement en khmer, en français et en anglais. La grille des programmes de la chaîne est constituée essentiellement d'émissions d'information (journaux télévisés en khmer, français et anglais), de programmes politiques (retransmissions des séances de l'assemblée nationale), culturels (théâtre et musique traditionnelle khmère) et de divertissement (séries, feuilletons thaïlandais).

## Diffusion

### Hertzien analogique
TVK émet sur le réseau hertzien via son émetteur principal situé à Phnom Penh et ses réémetteurs situés dans les principales villes du pays.  

### Satellite
Jusqu'en 2015, TVK se décline également en deux versions diffusées par satellite, l'une à destination des pays asiatiques, émettant 24 heures sur 24, l'autre à destination des pays européens, émettant quelques heures par jour une compilation d'émissions sélectionnées au préalable. La version spécifique à l'Europe est ensuite remplacée par le programme national de la TVK, diffusé en clair et en intégralité.